# Voie rectale

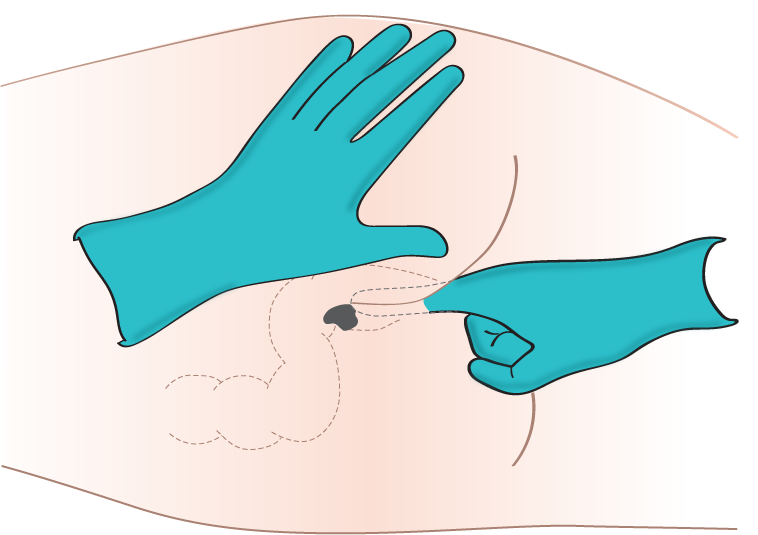

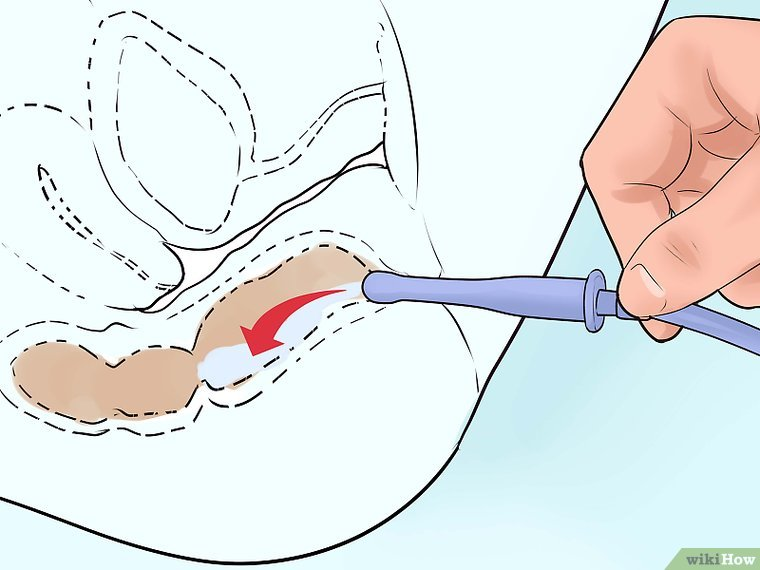

La voie rectale est la voie d'administration entérale de médicaments par l'anus, sous différentes formes galéniques possibles : suppositoires, capsules rectales (capsules à enveloppe molle, allongées et lisses), lavements ou pommades. Les trois premières formes ont une action générale (systémique) ou locale alors que la dernière, la pommade, a uniquement une action locale. On utilise souvent l'action locale pour les traitements des hémorroïdes.
Il s'agit d'une voie d'administration particulièrement utilisée chez les enfants, les personnes alitées, les personnes ne pouvant pas avaler des médicaments ou en proie à des vomissements fréquents empêchant d'avaler des médicaments par voie orale. 
C'est une voie désuète, dans la plupart des cas, pour l'administration de principes actifs ayant vocation à être absorbés. Les principes actifs administrés par voie rectale sont mal absorbés, mal utilisés et suivent une pharmacocinétique d'absorption imprédictible. Les recommandations actuelles sont d’éviter l’administration par cette voie, sauf vomissements incoercibles et absence de voie veineuse périphérique,.  Il s'agit cependant d'une voie efficace pour les principes actifs devant agir localement, comme pour traiter les hémorroïdes ou la constipation.

## Absorption
L'absorption des principes actifs administrés par voie rectale sera effectué par les veines rectales. Les veines rectale inférieure et moyenne se versant dans la veine iliaque interne, le principe actif rejoindra directement la circulation sanguine. La partie du principe actif absorbée par la veine rectale supérieure subira un effet de premier passage hépatique car ces veines se déversent au niveau de la veine porte, juste avant le foie. La quantité de principe actif passant par la veine rectale supérieure n'étant pas connu, cela cause une variation parfois forte de la biodisponibilité du médicament.

## Avantages et inconvénients
L’administration des médicaments par voie rectale a les avantages et les inconvénients suivants,, :
- avantages :
  - évite le passage du principe actif par l'estomac et l'intestin et donc l'effet des sucs gastriques, ainsi que l'action de ce dernier sur les muqueuses gastriques.
  - Permet une administration de principe actif malgré des vomissements rendant la voie orale impossible, lorsque le patient n'a pas de voie veineuse permettant une administration rapide.

- inconvénients :
  - administration considérée comme désagréable ;
  - la muqueuse du rectum étant très riche en vaisseaux sanguins, le principe actif est en théorie rapidement absorbé. Il devrait donc rejoindre la circulation sanguine plus rapidement. Cependant, les principes actifs sont, en pratique, absorbés plus lentement que par voie orale. La voie rectale est ainsi la plus lente pour l'administration de principe actif en systémique[1],[6].
  - absorption très variable du principe actif. Par exemple, une étude sur le paracétamol montre une biodisponibilité moyenne de 0,52, avec des valeurs extrêmes de 0,24 à 0,98. Cela témoigne d'une forte variabilité interindividuelle de la biodisponibilité, donc d'une imprédictibilité dans le dosage des médicaments[1].
  - n'évite pas le passage par le foie et donc la dégradation de certains principes actifs ;
  - risque de perforation des tissus chez le très jeune enfant ;
  - inutile en cas de diarrhée.

## Voir également
- Suppositoires
- Lavements
- Voie d'administration
- Biodisponibilité